# Lars Sjösten
Lars Sjösten (7. maj 1941 i Oskarshamn i Sverige – 19. oktober 2011) var en svensk jazzmusiker.
I 1960'erne spillede Sjösten ofte på den verdensberømte restaurant Gyllene Cirkeln i Stockholm. Han spillede med internationale navne såsom Ben Webster, Dexter Gordon, Art Farmer og Stan Getz, samt med den svenske tenorsaxofonist Bernt Rosengren.
Sjösten var også pianist i den store svenske barytonsaxofonist og komponist Lars Gullins grupper. Han blev gode venner med Gullin; et samarbejde der kom til at betyde mere for Sjöstens egen musikskabende. I 1969 var Lars Sjösten den første musiker, der blev tildelt Jan Johansson-stipendiet. I 1997 modtog Sjösten den nyetablerede Lars Gullin-priset, og i 2006 modtog han Christer Boustedt-stipendiet.
I løbet af årene ledte Lars Sjösten flere af sineegne grupper. Han har foretaget mange indspilninger, og har modtaget både offentlig respons og statsstøtte. Hans turneren har bragt ham til så forskellige byer som Paris, Moskva, Praia da Vitória på Azorerne og Emmaboda. Lars Sjösten var også en etableret komponist med følelse for stærke melodier og smukke akkorder.
På hans albums kan Lars Sjöstens flydende, melodiøse spil høres på indspilninger i eget navn og med folk som Dexter Gordon, Ben Webster, Lee Konitz, Benny Bailey, Bjarne Nerem, Lars Gullin, Bernt Rosengren og Putte Wickman, samt vokalkunstnere som Nannie Porres og Gunnar "Siljabloo" Nilson.
I 1981 blev Sjöstens album Select Notes udnævnt til årets Gyllene skivan, en ære som tildeles af tidsskriftet Orkesterjournalen. På dette album høres musikere som altosaxofonisten Willy Lundin, trombonisten Lars Olofsson, trompetisten Jan Allan, bassisten Sture Nordin, trommeslageren Egil Johansen og percussionist Rudi Smith.